# Kijevska oblast
Kijevska oblast (ukrajinsko Київська область, latinizirano: Kyijvs'ka oblast'), pogovorno tudi Kijivščina (ukrajinsko Київщина, latinizirano: Kyjivščyna), je oblast v osrednjem in severnem delu Ukrajine. Obkroža mesto Kijev, ki pa ni njen del, temveč ima kot mesto s posebnim statusom lastno upravo.
Na vzhodu meji s Černigovsko in Poltavsko oblastjo, na jugovzhodu in jugu s Čerkasijsko, na jugozahodu z Viniško,  na zahodu z Žitomirsko oblastjo in na severu z Belorusijo. Oblast ima dve eksklavi: mesto Slavutič znotraj Černigovske oblasti in mesto Kocjubinske v mejah mesta Kijev. V severnem delu Kijevske oblasti je Černobilsko izključitveno območje.
Površina oblasti je 28.131 km², kar predstavlja 4,66 % ukrajinskega ozemlja, leta 2021 je imela 1.788.530 prebivalcev.

## Upravne delitve
Pred reformo julija 2020 se je oblast delila na 25 rajonov in 12 mest oblastnega pomena, podrejenih neposredno oblastni vladi.
Od oktobra 2020 oblast vsebuje sedem rajonov:
| Rajon               | Upravno središče | Površina (km²) | Prebivalstvo (2021) | Št. gromad |
| ------------------- | ---------------- | -------------- | ------------------- | ---------- |
| Bilocerkovski rajon | Bila Cerkva      | 6513,1         | 436.115             | 15         |
| Borispilski rajon   | Borispil         | 3874,9         | 203.273             | 11         |
| Brovarski rajon     | Brovari          | 2883,1         | 242.180             | 8          |
| Buški rajon         | Buča             | 1544,3         | 362.382             | 12         |
| Višgorodski rajon   | Višgorod         | 6913,4         | 131.957             | 7          |
| Obuhivski rajon     | Obuhiv           | 3526,3         | 228.829             | 9          |
| Fastivski rajon     | Fastiv           | 2886,7         | 183.794             | 9          |